# مهرداد حسيني
مهرداد حسيني (8 فبراير 1989 بطهران في إيران - ) هو لاعب كرة قدم إيراني في مركز حراسة المرمى. لعب مع نادي استقلال طهران ونادي برسبوليس ونادي فجر شهيد سباسي.

## وصلات خارجية
- مهرداد حسيني على موقع Soccerway.com (الإنجليزية)